# 西海鹿島站
西海鹿島站（日语：／ Nishishikajima eki */?）是位於千葉縣銚子市海鹿島町5212號，銚子電氣鐵道的銚子電氣鐵道線車站。車站編號為CD06。

## 歷史
在周邊居民要求下此站啟用，為銚子電氣鐵道線最新車站。
原本車站的冠名權是由根本商店獲得，並設有愛稱名為三星米Meister 根本商店。在2019年（平成31年）3月起，小沼齒科診所獲得冠名權，此站愛稱名為Wellness 8020 小沼齒科。
歷代愛稱
- 三星米Meister 根本商店
- Wellness 8020 小沼齒科
- 在未能看見下開拓未來　蘆澤・Fine Tech株式會社

### 年表
- 1970年（昭和45年）3月1日 - 車站啟用。
- 2009年（平成21年）12月 - 為了可讓DeHa2000形、KuHa2500形（日语：伊予鉄道800系電車）行駛，因此月台向銚子一方延長。

## 車站構造
此站是地面車站，設有1面1線的單式月台。此站是無人車站。站內設有飲品自動販賣機，沒有廁所。
站內設有非常小規模的候車室。

## 使用狀況
在2018年度1日平均乘車人次為30人，以下為乘車人次變化列表：
| 年度   | 一日平均 乗車人員 |
| ------ | ----------------- |
| 2007年 | 55                |
| 2008年 | 51                |
| 2009年 | 45                |
| 2010年 | 40                |
| 2011年 | 41                |
| 2012年 | 43                |
| 2013年 | 41                |
| 2014年 | 34                |
| 2015年 | 34                |
| 2016年 | 35                |
| 2017年 | 29                |
| 2018年 | 30                |

## 車站周邊

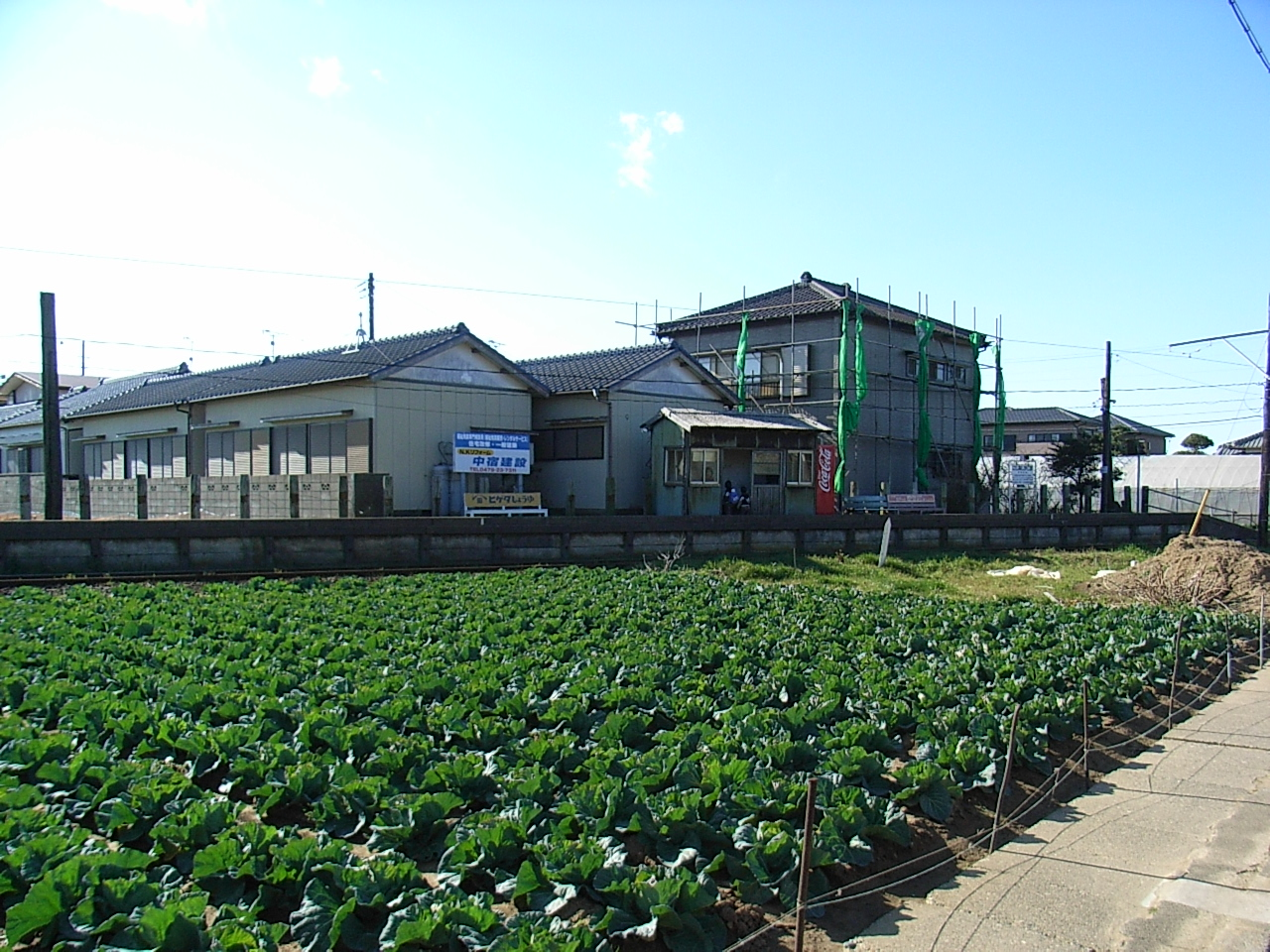
椰菜田和車站全景（2007年1月14日）

車站附近為住宅區和椰菜田。
- 千葉縣道244號外川港線（日语：千葉県道244号外川港線）
- 千葉縣道254號銚子公園線（日语：千葉県道254号銚子公園線）
- 銚子市市民中心
  - 從車站步行約5分鐘。免費入場。該處設有常設展示室，展示渡邊學和濱口陽三的美術作品。
- 香草花園Pocket
  - 從車站步行約10分鐘。免費入場。鄰站笠上黑生站較遠，但是該處設有交通工具。
- 一山 池須
  - 從車站步行約12分鐘。銚子名物活魚料理店[16]。
- 家居中心高芳（日语：タカヨシ） 小畑店
- 千葉綠農業協同組合（日语：ちばみどり農業協同組合）東部

## 巴士路線
| 乘車處   | 系統     | 主要途經       | 目的地 | 巴士公司   | 備註 |
| -------- | -------- | -------------- | ------ | ---------- | ---- |
| 西海鹿島 | 海鹿島線 | 海鹿島、黑生   | 銚子站 | 千葉交的士 |      |
| 西海鹿島 | 海鹿島線 | 笠上站、陣屋町 | 銚子駅 | 千葉交的士 |      |

## 相鄰車站
銚子電氣鐵道
■銚子電氣鐵道線
笠上黑生（CD05）－西海鹿島（CD06）－海鹿島（CD07）

## 注腳
1. ↑  こぬま歯科クリニック （页面存档备份，存于）（日語） 冠名權在頁面最底下，並說明之這件事。
2. ↑  西海鹿島駅のネーミングライツ（駅名愛称）について （页面存档备份，存于）（日語） - 銚子電氣鐵道，2019年3月20日參閲
3. ↑  . www.choshi-dentetsu.jp.   [2019-11-27]. （原始内容存档于2020-11-26） （日语）.
4. ↑  千葉縣統計年鑑（平成20年） （页面存档备份，存于）（日語）
5. ↑  千葉縣統計年鑑（平成21年） （页面存档备份，存于）（日語）
6. ↑  千葉縣統計年鑑（平成22年） （页面存档备份，存于）（日語）
7. ↑  千葉縣統計年鑑（平成23年） （页面存档备份，存于）（日語）
8. ↑  千葉縣統計年鑑（平成24年） （页面存档备份，存于）（日語）
9. ↑  千葉縣統計年鑑（平成25年） （页面存档备份，存于）（日語）
10. ↑  千葉縣統計年鑑（平成26年） （页面存档备份，存于）（日語）
11. ↑  千葉縣統計年鑑（平成27年） （页面存档备份，存于）（日語）
12. ↑  千葉縣統計年鑑（平成28年） （页面存档备份，存于）（日語）
13. ↑  千葉縣統計年鑑（平成29年） （页面存档备份，存于）（日語）
14. ↑  千葉縣統計年鑑（平成30年） （页面存档备份，存于）（日語）
15. ↑  千葉縣統計年鑑（令和元年） （页面存档备份，存于）（日語）
16. ↑  . www.choshikanko.com.   [2019-11-28]. （原始内容存档于2019-11-28） （日语）.

## 外部連結
- 銚子電鐵沿線指南 （页面存档备份，存于）（日語）